# اس‌ام‌اس استفریسلند
اس‌ام‌اس استریزلند (به انگلیسی: SMS Ostfriesland) یک کشتی بود که طول آن ۱۶۷٫۲۰ متر (۵۴۸٫۶ فوت) بود. این کشتی در سال ۱۹۰۹ ساخته شد.